# Trissolcus eurydemae
Trissolcus eurydemae is een vliesvleugelig insect uit de familie van de Scelionidae. De wetenschappelijke naam van de soort is voor het eerst geldig gepubliceerd in 1915 door Vasiliev.